# Мансуба
(із стамбульського манускрипту 1140 року)
|   | a | b | c | d | e | f | g | h |   |
| 8 | g8 білий король · d7 чорна тура · h7 чорна тура · f6 чорний король · g6 чорний кінь · f5 чорний пішак · f4 білий пішак · g3 білий кінь · e1 біла тура · g1 біла тура | g8 білий король · d7 чорна тура · h7 чорна тура · f6 чорний король · g6 чорний кінь · f5 чорний пішак · f4 білий пішак · g3 білий кінь · e1 біла тура · g1 біла тура | g8 білий король · d7 чорна тура · h7 чорна тура · f6 чорний король · g6 чорний кінь · f5 чорний пішак · f4 білий пішак · g3 білий кінь · e1 біла тура · g1 біла тура | g8 білий король · d7 чорна тура · h7 чорна тура · f6 чорний король · g6 чорний кінь · f5 чорний пішак · f4 білий пішак · g3 білий кінь · e1 біла тура · g1 біла тура | g8 білий король · d7 чорна тура · h7 чорна тура · f6 чорний король · g6 чорний кінь · f5 чорний пішак · f4 білий пішак · g3 білий кінь · e1 біла тура · g1 біла тура | g8 білий король · d7 чорна тура · h7 чорна тура · f6 чорний король · g6 чорний кінь · f5 чорний пішак · f4 білий пішак · g3 білий кінь · e1 біла тура · g1 біла тура | g8 білий король · d7 чорна тура · h7 чорна тура · f6 чорний король · g6 чорний кінь · f5 чорний пішак · f4 білий пішак · g3 білий кінь · e1 біла тура · g1 біла тура | g8 білий король · d7 чорна тура · h7 чорна тура · f6 чорний король · g6 чорний кінь · f5 чорний пішак · f4 білий пішак · g3 білий кінь · e1 біла тура · g1 біла тура | 8 |
| 7 | g8 білий король · d7 чорна тура · h7 чорна тура · f6 чорний король · g6 чорний кінь · f5 чорний пішак · f4 білий пішак · g3 білий кінь · e1 біла тура · g1 біла тура | g8 білий король · d7 чорна тура · h7 чорна тура · f6 чорний король · g6 чорний кінь · f5 чорний пішак · f4 білий пішак · g3 білий кінь · e1 біла тура · g1 біла тура | g8 білий король · d7 чорна тура · h7 чорна тура · f6 чорний король · g6 чорний кінь · f5 чорний пішак · f4 білий пішак · g3 білий кінь · e1 біла тура · g1 біла тура | g8 білий король · d7 чорна тура · h7 чорна тура · f6 чорний король · g6 чорний кінь · f5 чорний пішак · f4 білий пішак · g3 білий кінь · e1 біла тура · g1 біла тура | g8 білий король · d7 чорна тура · h7 чорна тура · f6 чорний король · g6 чорний кінь · f5 чорний пішак · f4 білий пішак · g3 білий кінь · e1 біла тура · g1 біла тура | g8 білий король · d7 чорна тура · h7 чорна тура · f6 чорний король · g6 чорний кінь · f5 чорний пішак · f4 білий пішак · g3 білий кінь · e1 біла тура · g1 біла тура | g8 білий король · d7 чорна тура · h7 чорна тура · f6 чорний король · g6 чорний кінь · f5 чорний пішак · f4 білий пішак · g3 білий кінь · e1 біла тура · g1 біла тура | g8 білий король · d7 чорна тура · h7 чорна тура · f6 чорний король · g6 чорний кінь · f5 чорний пішак · f4 білий пішак · g3 білий кінь · e1 біла тура · g1 біла тура | 7 |
| 6 | g8 білий король · d7 чорна тура · h7 чорна тура · f6 чорний король · g6 чорний кінь · f5 чорний пішак · f4 білий пішак · g3 білий кінь · e1 біла тура · g1 біла тура | g8 білий король · d7 чорна тура · h7 чорна тура · f6 чорний король · g6 чорний кінь · f5 чорний пішак · f4 білий пішак · g3 білий кінь · e1 біла тура · g1 біла тура | g8 білий король · d7 чорна тура · h7 чорна тура · f6 чорний король · g6 чорний кінь · f5 чорний пішак · f4 білий пішак · g3 білий кінь · e1 біла тура · g1 біла тура | g8 білий король · d7 чорна тура · h7 чорна тура · f6 чорний король · g6 чорний кінь · f5 чорний пішак · f4 білий пішак · g3 білий кінь · e1 біла тура · g1 біла тура | g8 білий король · d7 чорна тура · h7 чорна тура · f6 чорний король · g6 чорний кінь · f5 чорний пішак · f4 білий пішак · g3 білий кінь · e1 біла тура · g1 біла тура | g8 білий король · d7 чорна тура · h7 чорна тура · f6 чорний король · g6 чорний кінь · f5 чорний пішак · f4 білий пішак · g3 білий кінь · e1 біла тура · g1 біла тура | g8 білий король · d7 чорна тура · h7 чорна тура · f6 чорний король · g6 чорний кінь · f5 чорний пішак · f4 білий пішак · g3 білий кінь · e1 біла тура · g1 біла тура | g8 білий король · d7 чорна тура · h7 чорна тура · f6 чорний король · g6 чорний кінь · f5 чорний пішак · f4 білий пішак · g3 білий кінь · e1 біла тура · g1 біла тура | 6 |
| 5 | g8 білий король · d7 чорна тура · h7 чорна тура · f6 чорний король · g6 чорний кінь · f5 чорний пішак · f4 білий пішак · g3 білий кінь · e1 біла тура · g1 біла тура | g8 білий король · d7 чорна тура · h7 чорна тура · f6 чорний король · g6 чорний кінь · f5 чорний пішак · f4 білий пішак · g3 білий кінь · e1 біла тура · g1 біла тура | g8 білий король · d7 чорна тура · h7 чорна тура · f6 чорний король · g6 чорний кінь · f5 чорний пішак · f4 білий пішак · g3 білий кінь · e1 біла тура · g1 біла тура | g8 білий король · d7 чорна тура · h7 чорна тура · f6 чорний король · g6 чорний кінь · f5 чорний пішак · f4 білий пішак · g3 білий кінь · e1 біла тура · g1 біла тура | g8 білий король · d7 чорна тура · h7 чорна тура · f6 чорний король · g6 чорний кінь · f5 чорний пішак · f4 білий пішак · g3 білий кінь · e1 біла тура · g1 біла тура | g8 білий король · d7 чорна тура · h7 чорна тура · f6 чорний король · g6 чорний кінь · f5 чорний пішак · f4 білий пішак · g3 білий кінь · e1 біла тура · g1 біла тура | g8 білий король · d7 чорна тура · h7 чорна тура · f6 чорний король · g6 чорний кінь · f5 чорний пішак · f4 білий пішак · g3 білий кінь · e1 біла тура · g1 біла тура | g8 білий король · d7 чорна тура · h7 чорна тура · f6 чорний король · g6 чорний кінь · f5 чорний пішак · f4 білий пішак · g3 білий кінь · e1 біла тура · g1 біла тура | 5 |
| 4 | g8 білий король · d7 чорна тура · h7 чорна тура · f6 чорний король · g6 чорний кінь · f5 чорний пішак · f4 білий пішак · g3 білий кінь · e1 біла тура · g1 біла тура | g8 білий король · d7 чорна тура · h7 чорна тура · f6 чорний король · g6 чорний кінь · f5 чорний пішак · f4 білий пішак · g3 білий кінь · e1 біла тура · g1 біла тура | g8 білий король · d7 чорна тура · h7 чорна тура · f6 чорний король · g6 чорний кінь · f5 чорний пішак · f4 білий пішак · g3 білий кінь · e1 біла тура · g1 біла тура | g8 білий король · d7 чорна тура · h7 чорна тура · f6 чорний король · g6 чорний кінь · f5 чорний пішак · f4 білий пішак · g3 білий кінь · e1 біла тура · g1 біла тура | g8 білий король · d7 чорна тура · h7 чорна тура · f6 чорний король · g6 чорний кінь · f5 чорний пішак · f4 білий пішак · g3 білий кінь · e1 біла тура · g1 біла тура | g8 білий король · d7 чорна тура · h7 чорна тура · f6 чорний король · g6 чорний кінь · f5 чорний пішак · f4 білий пішак · g3 білий кінь · e1 біла тура · g1 біла тура | g8 білий король · d7 чорна тура · h7 чорна тура · f6 чорний король · g6 чорний кінь · f5 чорний пішак · f4 білий пішак · g3 білий кінь · e1 біла тура · g1 біла тура | g8 білий король · d7 чорна тура · h7 чорна тура · f6 чорний король · g6 чорний кінь · f5 чорний пішак · f4 білий пішак · g3 білий кінь · e1 біла тура · g1 біла тура | 4 |
| 3 | g8 білий король · d7 чорна тура · h7 чорна тура · f6 чорний король · g6 чорний кінь · f5 чорний пішак · f4 білий пішак · g3 білий кінь · e1 біла тура · g1 біла тура | g8 білий король · d7 чорна тура · h7 чорна тура · f6 чорний король · g6 чорний кінь · f5 чорний пішак · f4 білий пішак · g3 білий кінь · e1 біла тура · g1 біла тура | g8 білий король · d7 чорна тура · h7 чорна тура · f6 чорний король · g6 чорний кінь · f5 чорний пішак · f4 білий пішак · g3 білий кінь · e1 біла тура · g1 біла тура | g8 білий король · d7 чорна тура · h7 чорна тура · f6 чорний король · g6 чорний кінь · f5 чорний пішак · f4 білий пішак · g3 білий кінь · e1 біла тура · g1 біла тура | g8 білий король · d7 чорна тура · h7 чорна тура · f6 чорний король · g6 чорний кінь · f5 чорний пішак · f4 білий пішак · g3 білий кінь · e1 біла тура · g1 біла тура | g8 білий король · d7 чорна тура · h7 чорна тура · f6 чорний король · g6 чорний кінь · f5 чорний пішак · f4 білий пішак · g3 білий кінь · e1 біла тура · g1 біла тура | g8 білий король · d7 чорна тура · h7 чорна тура · f6 чорний король · g6 чорний кінь · f5 чорний пішак · f4 білий пішак · g3 білий кінь · e1 біла тура · g1 біла тура | g8 білий король · d7 чорна тура · h7 чорна тура · f6 чорний король · g6 чорний кінь · f5 чорний пішак · f4 білий пішак · g3 білий кінь · e1 біла тура · g1 біла тура | 3 |
| 2 | g8 білий король · d7 чорна тура · h7 чорна тура · f6 чорний король · g6 чорний кінь · f5 чорний пішак · f4 білий пішак · g3 білий кінь · e1 біла тура · g1 біла тура | g8 білий король · d7 чорна тура · h7 чорна тура · f6 чорний король · g6 чорний кінь · f5 чорний пішак · f4 білий пішак · g3 білий кінь · e1 біла тура · g1 біла тура | g8 білий король · d7 чорна тура · h7 чорна тура · f6 чорний король · g6 чорний кінь · f5 чорний пішак · f4 білий пішак · g3 білий кінь · e1 біла тура · g1 біла тура | g8 білий король · d7 чорна тура · h7 чорна тура · f6 чорний король · g6 чорний кінь · f5 чорний пішак · f4 білий пішак · g3 білий кінь · e1 біла тура · g1 біла тура | g8 білий король · d7 чорна тура · h7 чорна тура · f6 чорний король · g6 чорний кінь · f5 чорний пішак · f4 білий пішак · g3 білий кінь · e1 біла тура · g1 біла тура | g8 білий король · d7 чорна тура · h7 чорна тура · f6 чорний король · g6 чорний кінь · f5 чорний пішак · f4 білий пішак · g3 білий кінь · e1 біла тура · g1 біла тура | g8 білий король · d7 чорна тура · h7 чорна тура · f6 чорний король · g6 чорний кінь · f5 чорний пішак · f4 білий пішак · g3 білий кінь · e1 біла тура · g1 біла тура | g8 білий король · d7 чорна тура · h7 чорна тура · f6 чорний король · g6 чорний кінь · f5 чорний пішак · f4 білий пішак · g3 білий кінь · e1 біла тура · g1 біла тура | 2 |
| 1 | g8 білий король · d7 чорна тура · h7 чорна тура · f6 чорний король · g6 чорний кінь · f5 чорний пішак · f4 білий пішак · g3 білий кінь · e1 біла тура · g1 біла тура | g8 білий король · d7 чорна тура · h7 чорна тура · f6 чорний король · g6 чорний кінь · f5 чорний пішак · f4 білий пішак · g3 білий кінь · e1 біла тура · g1 біла тура | g8 білий король · d7 чорна тура · h7 чорна тура · f6 чорний король · g6 чорний кінь · f5 чорний пішак · f4 білий пішак · g3 білий кінь · e1 біла тура · g1 біла тура | g8 білий король · d7 чорна тура · h7 чорна тура · f6 чорний король · g6 чорний кінь · f5 чорний пішак · f4 білий пішак · g3 білий кінь · e1 біла тура · g1 біла тура | g8 білий король · d7 чорна тура · h7 чорна тура · f6 чорний король · g6 чорний кінь · f5 чорний пішак · f4 білий пішак · g3 білий кінь · e1 біла тура · g1 біла тура | g8 білий король · d7 чорна тура · h7 чорна тура · f6 чорний король · g6 чорний кінь · f5 чорний пішак · f4 білий пішак · g3 білий кінь · e1 біла тура · g1 біла тура | g8 білий король · d7 чорна тура · h7 чорна тура · f6 чорний король · g6 чорний кінь · f5 чорний пішак · f4 білий пішак · g3 білий кінь · e1 біла тура · g1 біла тура | g8 білий король · d7 чорна тура · h7 чорна тура · f6 чорний король · g6 чорний кінь · f5 чорний пішак · f4 білий пішак · g3 білий кінь · e1 біла тура · g1 біла тура | 1 |
|   | a | b | c | d | e | f | g | h |   |

1.Kh5+! Л:h5 

2.Л:g6+! Кр:g6 

Мансуба (араб. منسوبة, латиніз. mansūba в перекладі з арабської — те що було влаштоване)  — стародавній аналог сучасного шахового етюду в стародавніх арабських і середньоазійських варіантах шахів, таких як шатрандж. Гравцю пропонується позиція в якій необхідно домогтися заданого результату (зазвичай перемоги), як правило, у важких для цього умовах. Мансуби з'явилися в VIII столітті. До наших днів дійшло близько 700 мансуб, більшіст з яких складені невідомими авторами. Незважаючи на популярність шатранджа в середньовічному світі, нам відомі тільки декілька імен тогочасних великих шахістів і шахових композиторів: Абу Наїм Аль-Хадім, Зайраб Катай, аль-Адлі, ар-Разі, ас-Сулі, Ладжладж, Абульфатх, Алі аш-Шатранджі.
Мансуба близька до практичної гри, виграш, як правило, досягається єдиною можливістю, частіше за все матом королю чорних. Розгалуження на варіанти рідкісні. Близькі сучасні поняття —етюд чи етюдна задача, — позиція, в якій мат (в заданій кількості ходів чи без такої вказівки, але який розв'язується тільки одним способом) є одночасно єдиним способом виграшу.
Мансуби нерідко супроводжувались літературними текстами що пояснювали за яких обставин склалась запропонована позиція і чому гравцю був важливий виграш (дивись наприклад, Мат Діларам). Мансуба, зображена справа, має таку примітку: «Це сталося у Наїма, і він пишався нею.»